# Список світових рекордів з легкої атлетики серед юніорів
Світові рекорди в легкій атлетиці серед юніорів є результатами, визнаними Світовою легкою атлетикою як найкращі у світі в певних легкоатлетичних дисциплінах, та які показали юніори (атлети, яким в рік змагань виповнилось або виповниться 18 або 19 років).
Світові рекорди ратифікуються згідно з правилами, встановленими Світовою легкою атлетикою.

## Історія
Юніорська вікова категорія (U20 для чоловіків та U19 для жінок) була запроваджена ІААФ у 1985, а у 1988 граничний вік жінок для цієї категорії був уніфікований з чоловічим (U20).

### Світові рекорди серед юніорів
Первісний перелік дисциплін, в яких фіксувались світові рекорди серед юніорів, був затверджений ІААФ у 1987 та складався з 23 чоловічих та 19 жіночих видів:
Чоловіки
- Електронний хронометраж: 100, 200, 400 метрів; 110, 400 метрів з бар'єрами; естафета 4x100 метрів
- Електронний або ручний хронометраж: 800, 1500, 5000, 10000 метрів; 2000, 3000 метрів з перешкодами; естафета 4x400 метрів; спортивна ходьба 10000 метрів (стадіон)
- Стрибки: у висоту, з жердиною, у довжину, потрійний
- Метання: ядро, диск, молот, спис
- Багатоборство: десятиборство

Жінки
- Електронний хронометраж: 100, 200, 400 метрів; 100, 400 метрів з бар'єрами; естафета 4x100 метрів
- Електронний або ручний хронометраж: 800, 1500, 3000, 10000 метрів; естафета 4x400 метрів; спортивна ходьба 5000 метрів (стадіон)
- Стрибки: у висоту, у довжину
- Метання: ядро, диск, молот, спис
- Багатоборство: семиборство

В подальшому зміни до переліку «рекордних» юніорських дисциплін були наступними:
- 1994: додані стрибки з жердиною та метання молота у жінок
- 1995: доданий біг на 5000 метрів серед жінок
- 1998: додані біг на 1 милю та 3000 метрів у чоловіків, а також біг на 1000 метрів та 1 милю у жінок
- 1999 (з 1 квітня): запровадження нового зразка спису у жіночому метанні списа
- 2002: заміна жіночої спортивної ходьби на 5000 метрів вдвічі довшою дистанцією (10000 метрів); полегшення ваги снарядів у чоловічих метальних дисциплінах (ядро та молот — до 6 кг, диск — до 1,75 кг)
- 2004: додана чоловіча спортивна ходьба на 10 кілометрів по шосе та жіноче десятиборство
- 2006: зниження висоти бар'єрів у чоловічому бігу на 110 метрів (до 99,1 см)
- 2012: введення окремої категорії світових рекордів серед юніорів - у приміщенні (англ. indoor)
- 2023: припинення фіксування світових рекордів у приміщенні та введення ратифікації світових рекордів на короткій доріжці (англ. short track)

### Світові рекорди серед юніорів в приміщенні
Світова легка атлетика фіксувала світові рекорди серед юніорів в приміщенні протягом 2012-2023. Відтоді перелік дисциплін, в яких фіксуються юніорські рекорди в приміщенні, залишався незмінним — по 16 дисциплін у чоловіків та жінок:
Чоловіки
- Електронний хронометраж: 60, 200, 400 метрів; 60 метрів з бар'єрами
- Електронний або ручний хронометраж: 800, 1000, 1500, 1 миля, 3000, 5000 метрів
- Стрибки: у висоту, з жердиною, у довжину, потрійний
- Метання: ядро
- Багатоборство: семиборство

Жінки
- Електронний хронометраж: 60, 200, 400 метрів; 60 метрів з бар'єрами
- Електронний або ручний хронометраж: 800, 1000, 1500, 1 миля, 3000, 5000 метрів
- Стрибки: у висоту, з жердиною, у довжину, потрійний
- Метання: ядро
- Багатоборство: п'ятиборство

### Скасування рекордів у приміщенні
23 травня 2023 Світова легка атлетика оголосила про введення з 1 листопада 2023 нового термін «коротка доріжка» (англ. short track) замість терміну «в приміщенні» (англ. indoor) для опису подій і виступів, які традиційно проводяться під дахом на 200-метровій овальній доріжці. Приводом для такого переходу стала необхідність забезпечити можливість спорудження таких доріжок не тільки в традиційних критих аренах, а й просто неба або у тимчасових міських місцях з тим, щоб рекордні результати, показані просто неба, могли також бути визнані офіційними результатами для цілей рекордів і рейтингу. Чемпіонати в приміщенні (на національному, континентальному чи світовому рівні) продовжуватимуть існувати, але в тих регіонах, де закритих приміщень немає або вони не відповідають стандартам, можна буде проводити чемпіонати просто неба на 200-метровій овальній доріжці, які будуть еквівалентом чемпіонатів в приміщенні та які можуть використовуватися як відбіркові змагання для чемпіонатів у приміщенні вищого рангу.
Описані зміни потягли за собою з 1 листопада 2023 наступні зміни:
- припинилася окрема ратифікація показаних у приміщенні світових рекордів у п'яти дисциплінах для чоловіків та жінок — стрибки у висоту, з жердиною, у довжину, потрійний стрибок та штовхання ядра
- рекорди в переважній більшості решти дисциплін на «короткій доріжці» — бігу (200, 400, 800, 1000, 1500 метрів, 1 миля, 3000, 5000 метрів) — будуть фіксуватись окремо від аналогічних дисциплін на стандартній 400-метровій доріжці
- продовжиться ратифікація рекордів, показаних виключно на «короткій доріжці», для п'ятиборства серед жінок та семиборства серед чоловіків
- продовжиться визнання світових рекордів у бігу на 60 метрів, а також на аналогічній дистанції з бар'єрами — відтепер вони можуть бути показані і на змаганнях просто неба[2].

### Параметри снарядів/бар'єрів у юніорських дисциплінах
Поточні параметри снарядів/бар'єрів у юніорських дисциплінах (у дужках вказані відповідні параметри для «дорослих» дисциплін) є наступними:
| Дисципліна      | Чоловіки           | Жінки             |
| --------------- | ------------------ | ----------------- |
| 60 (100) метрів | —                  | 84 см (84 см)     |
| 60 (110) метрів | 99,1 см (106,7 см) | -                 |
| 400 метрів      | 91,4 см (91,4 см)  | 76,2 см (76,2 см) |

| Снаряд | Чоловіки       | Жінки         |
| ------ | -------------- | ------------- |
| Ядро   | 6 кг (7,26 кг) | 4 кг (4 кг)   |
| Диск   | 1,75 кг (2 кг) | 1 кг (1 кг)   |
| Молот  | 6 кг (7,26 кг) | 4 кг (4 кг)   |
| Спис   | 800 г (800 г)  | 600 г (600 г) |

## Світові рекорди

### Чоловіки
| Дисципліна                                | Результат    | Атлет                                                                      | Дата                          | Змагання                                                       | Стадія | Місто              | Відео                             | Примітки      |
| ----------------------------------------- | ------------ | -------------------------------------------------------------------------- | ----------------------------- | -------------------------------------------------------------- | ------ | ------------------ | --------------------------------- | ------------- |
| Спринт (бігова доріжка)                   |              |                                                                            |                               |                                                                |        |                    |                                   |               |
| 60 метрів                                 | 6,51 (i)     | Марк Льюїс-Френсіс                                                         | 11.03.2001                    | Чемпіонат світу                                                | ф3     | Лісабон            |                                   |               |
| 100 метрів                                | 9,91         | Леціле Тебого                                                              | 02.08.2022                    | Чемпіонат світу серед юніорів                                  | ф1     | Калі               | Відео на YouTube                  | [ 3 ] [ 4 ]   |
| 200 метрів                                | 19,69        | Еррійон Найтон                                                             | 30.04.2022                    | Чемпіонат США                                                  | ф2     | Юджин              |                                   | [ 5 ]         |
| 200 метрів (коротка доріжка)              | 20,37 (i)    | Волтер Дікс                                                                | 11.03.2005                    | Студентський чемпіонат США                                     | ф2     | Фаєтвіль           |                                   |               |
| 400 метрів                                | 43,87        | Стів Льюїс                                                                 | 28.09.1988                    | Олімпійські ігри                                               | ф1     | Сеул               | Відео на YouTube                  |               |
| 400 метрів (коротка доріжка)              | 44,80 (i)    | Кірані Джеймс                                                              | 27.02.2011                    | Чемпіонат Південно-східної конференції                         | 2ф1    | Фаєтвіль           | Відео на YouTube                  |               |
| Біг на середні дистанції (бігова доріжка) |              |                                                                            |                               |                                                                |        |                    |                                   |               |
| 800 метрів                                | 1.41,73      | Найджел Амос                                                               | 09.08.2012                    | Олімпійські ігри                                               | ф2     | Лондон             | Відео на YouTube                  | [ 6 ]         |
| 800 метрів (коротка доріжка)              | 1.44,35 (i)  | Юрій Борзаковський                                                         | 30.01.2000                    | Sparkassen Indoor Meeting                                      | ф1     | Дортмунд           |                                   |               |
| 1000 метрів                               | 2.14,37      | Нільс Ларос                                                                | 07.07.2024                    | FBK Games                                                      | ф1     | Генгело            | Відео на YouTube                  | [ 7 ] [ 8 ]   |
| 1000 метрів (коротка доріжка)             | 2.15,77 (i)  | Абубакер Какі                                                              | 21.02.2008                    | GE Galan                                                       | ф1     | Стокгольм          |                                   |               |
| 1500 метрів                               | 3.28,81      | Рональд Квемої                                                             | 18.07.2014                    | Herculis                                                       | ф3     | Фонв'єй            | Відео на YouTube                  |               |
| 1500 метрів                               | 3.27,72      | Фануел Кіпкосгеї Коеч                                                      | 20.06.2025                    | Meeting de Paris                                               | ф2     | Париж              |                                   | [ 9 ]         |
| 1500 метрів (коротка доріжка)             | 3.34,83 (i)  | Бініам Мехарі                                                              | 06.02.2024                    | Copernicus Cup                                                 | ф2     | Торунь             |                                   | [ 10 ] [ 8 ]  |
| 1500 метрів (коротка доріжка)             | 3.32,67+ (i) | Камерон Маєрс                                                              | 08.02.2025                    | Millrose Games                                                 | —      | Нью-Йорк           |                                   | [ 12 ]        |
| 1 миля                                    | 3.48,06      | Рейнольд Черуйот                                                           | 16.09.2023                    | Prefontaine Classic                                            | ф5     | Юджин              |                                   | [ 13 ]        |
| 1 миля (коротка доріжка)                  | 3.53,12 (i)  | Камерон Маєрс                                                              | 25.01.2025                    | Dr Sander Invitational                                         | ф1     | Нью-Йорк           |                                   | [ 14 ] [ 15 ] |
| 1 миля (коротка доріжка)                  | 3.47,48 (i)  | Камерон Маєрс                                                              | 08.02.2025                    | Millrose Games                                                 | ф3     | Нью-Йорк           |                                   | [ 12 ]        |
| 3000 метрів                               | 7.28,19      | Йоміф Кеджельча                                                            | 27.08.2016                    | Meeting de Paris                                               | ф1     | Париж              | Відео на YouTube                  |               |
| 3000 метрів (коротка доріжка)             | 7.29,99 (i)  | Бініам Мехарі                                                              | 13.02.2025                    | Meeting Hauts-de-France Pas-de-Calais                          | ф2     | Льєвен             |                                   | [ 16 ] [ 15 ] |
| 3000 метрів з перешкодами                 | 7.58,66      | Стівен Чероно                                                              | 24.08.2001                    | Memorial Van Damme                                             | ф3     | Брюссель           | Відео на YouTube                  |               |
| Біг на довгі дистанції (бігова доріжка)   |              |                                                                            |                               |                                                                |        |                    |                                   |               |
| 5000 метрів                               | 12.43,02     | Селемон Барега                                                             | 31.08.2018                    | Memorial Van Damme                                             | ф1     | Брюссель           | Відео на YouTube                  | [ 17 ]        |
| 5000 метрів (коротка доріжка)             | 12.53,29 (i) | Ісая Коеч                                                                  | 11.02.2011                    | PSD Bank Meeting                                               | ф1     | Дюссельдорф        | Відео на YouTube                  |               |
| 10000 метрів                              | 26.41,75     | Семюел Ванджиру                                                            | 26.08.2005                    | Memorial Van Damme                                             | ф3     | Брюссель           | Відео на YouTube Відео на YouTube |               |
| 10000 метрів                              | 26.37,93     | Бініам Мехарі                                                              | 14.06.2024                    | Відбіркові олімпійські змагання Ефіопії з бігу на 10000 метрів | ф4     | Нерха              |                                   | [ 18 ]        |
| Бар'єрний біг (бігова доріжка)            |              |                                                                            |                               |                                                                |        |                    |                                   |               |
| 60 метрів з бар'єрами (99 см)             | 7,34         | Саша Зоя                                                                   | 22.02.2020                    | Чемпіонат Франції серед юніорів                                | ф1     | Мірамас            |                                   | [ 19 ]        |
| 110 метрів з бар'єрами (99 см)            | 12,72        | Саша Зоя                                                                   | 21.08.2021                    | Чемпіонат світу серед юніорів                                  | ф1     | Найробі            | Відео на YouTube                  | [ 20 ] [ 21 ] |
| 110 метрів з бар'єрами (106,7 см)         | 13,12        | Лю Сян                                                                     | 02.07.2002                    | Athletissima                                                   | 2ф1    | Лозанна            |                                   |               |
| 400 метрів з бар'єрами                    | 47,34        | Рошон Кларк                                                                | 21.08.2023                    | Чемпіонат світу                                                | 3пф2   | Будапешт           |                                   | [ 22 ]        |
| Естафетний біг (бігова доріжка)           |              |                                                                            |                               |                                                                |        |                    |                                   |               |
| 4×100 метрів                              | 38,51        | ПАРМіхлалі Хотені Сінесіфо Дамбіле Летлогоноло Молеяне Бенджамін Річардсон | 22.08.2021                    | Чемпіонат світу серед юніорів                                  | ф1     | Найробі            | Відео на YouTube                  | [ 23 ] [ 21 ] |
| 4×400 метрів                              | 3.00,33      | СШАЗакері Шиннік Джозефус Лайлс Браян Херрон Шон Хупер                     | 23.07.2017                    | Панамериканський чемпіонат серед юніорів                       | ф1     | Трухільйо          | Відео на YouTube                  |               |
| Спортивна ходьба                          |              |                                                                            |                               |                                                                |        |                    |                                   |               |
| 10000 метрів (бігова доріжка)             | 38.46,4h     | Віктор Бураєв                                                              | 20.05.2000                    |                                                                | ф1     | Москва             |                                   |               |
| 10 кілометрів (шосе)                      | 37.44        | Ван Чжень                                                                  | 18.09.2010                    | IAAF Race Walking Challenge Final                              | ф1     | Пекін              |                                   |               |
| Стрибки                                   |              |                                                                            |                               |                                                                |        |                    |                                   |               |
| Стрибки у висоту                          | 2,37         | Драгутін Топич                                                             | 12.08.1990                    | Чемпіонат світу серед юніорів                                  | ф1     | Пловдив            |                                   |               |
| Стрибки у висоту                          | Стів Сміт    | 20.09.1992                                                                 | Чемпіонат світу серед юніорів | ф1                                                             | Сеул   |                    |                                   |               |
| Стрибки з жердиною                        | 6,05         | Арман Дюплантіс                                                            | 12.08.2018                    | Чемпіонат Європи                                               | ф1     | Берлін             |                                   |               |
| Стрибки в довжину                         | 8,38         | Маттія Фурлані                                                             | 08.06.2024                    | Чемпіонат Європи                                               | ф2     | Рим                |                                   | [ 24 ] [ 8 ]  |
| Потрійний стрибок                         | 17,66        | Джейдон Гібберт                                                            | 21.07.2023                    | Herculis                                                       | ф2     | Монако             |                                   | [ 25 ] [ 26 ] |
| Метання                                   |              |                                                                            |                               |                                                                |        |                    |                                   |               |
| Штовхання ядра                            | 23,00        | Джако Гілл                                                                 | 18.08.2013                    | Змагання для встановлення рекорду                              | ф1     | Окленд             |                                   |               |
| Метання диска                             | 71,37        | Міка Сосна                                                                 | 10.22.2022                    | 16. Schönebecker SoleCup                                       | ф1     | Шенебек            |                                   | [ 27 ] [ 28 ] |
| Метання молота                            | 85,57        | Ашраф ель Сейфі                                                            | 14.07.2012                    | Чемпіонат світу серед юніорів                                  | ф1     | Барселона          | Відео на YouTube                  |               |
| Метання списа                             | 86,48        | Нірадж Чопра                                                               | 23.07.2016                    | Чемпіонат світу серед юніорів                                  | ф1     | Бидгощ             | Відео на YouTube                  |               |
| Багатоборство                             |              |                                                                            |                               |                                                                |        |                    |                                   |               |
| Семиборство (юніорське) (коротка доріжка) | 6092         | Єнте Гауттекете                                                            | 14.02.2021                    | Mehrkampf — Siebenkampf U20                                    | ф1     | Франкфурт-на-Майні |                                   | [ 29 ]        |
| Десятиборство (доросле)                   | 8397         | Торстен Фосс                                                               | 07.07.1982                    |                                                                | ф1     | Ерфурт             |                                   |               |
| Десятиборство (юніорське)                 | 8435         | Ніклас Кауль                                                               | 23.07.2017                    | Чемпіонат Європи серед юніорів                                 | ф1     | Гроссето           |                                   | [ 30 ] [ 31 ] |
| Десятиборство (юніорське)                 | 8514         | Губерт Трощанка                                                            | 08.08.2025                    | Чемпіонат Європи серед юніорів                                 | ф1     | Тампере            |                                   | [ 32 ] [ 33 ] |

### Жінки
| Дисципліна                                | Результат     | Атлетка                                                        | Дата                       | Змагання                                | Стадія     | Місто           | Відео            | Примітки      |
| ----------------------------------------- | ------------- | -------------------------------------------------------------- | -------------------------- | --------------------------------------- | ---------- | --------------- | ---------------- | ------------- |
| Спринт (бігова доріжка)                   |               |                                                                |                            |                                         |            |                 |                  |               |
| 60 метрів                                 | 7,07 (i)      | Ева Свобода                                                    | 12.02.2016                 | Copernicus Cup                          | ф1         | Торунь          | Відео на YouTube | [ 34 ]        |
| 60 метрів                                 | Кайла Джексон | 10.03.2023                                                     | Студентський чемпіонат США | ф2                                      | Альбукерке |                 | [ 35 ] [ 28 ]    |               |
| 100 метрів                                | 10,88         | Марліс Ґер                                                     | 01.07.1977                 | Чемпіонат НДР                           | ф1         | Дрезден         | Відео на YouTube |               |
| 200 метрів                                | 21,81         | Крістін Мбома                                                  | 03.08.2021                 | Олімпійські ігри                        | ф2         | Токіо           | Відео на YouTube |               |
| 200 метрів (коротка доріжка)              | 22,34 (i)     | Джаміша Форд                                                   | 09.03.2024                 | Студентський чемпіонат США в приміщенні | ф1         | Бостон          | Відео на YouTube | [ 8 ]         |
| 400 метрів                                | 49,42         | Гріт Броєр                                                     | 27.08.1991                 | Чемпіонат світу                         | ф2         | Токіо           | Відео на YouTube |               |
| 400 метрів (коротка доріжка)              | 50,82 (i)     | Саня Річардс-Росс                                              | 13.03.2004                 | Студентський чемпіонат США в приміщенні | ф1         | Фаєтвіль        |                  |               |
| Біг на середні дистанції (бігова доріжка) |               |                                                                |                            |                                         |            |                 |                  |               |
| 800 метрів                                | 1.54,01       | Памела Джелімо                                                 | 29.08.2008                 | Weltklasse Zürich                       | ф1         | Цюрих           | Відео на YouTube |               |
| 800 метрів (коротка доріжка)              | 1.58,40 (i)   | Атінг Му                                                       | 27.02.2021                 | Southeastern Conference Championships   | ф1         | Фаєтвіль        |                  | [ 36 ] [ 37 ] |
| 1000 метрів                               | 2.34,89       | Одрі Верро                                                     | 17.06.2023                 | Meeting Nikaïa                          | ф1         | Ніцца           |                  | [ 38 ]        |
| 1000 метрів (коротка доріжка)             | 2.35,80 (i)   | Мері Кейн                                                      | 08.02.2014                 | New Balance Indoor Grand Prix           | ф1         | Бостон          |                  |               |
| 1500 метрів                               | 3.51,34       | Лан Інлай                                                      | 18.10.1997                 | Національні ігри                        | ф2         | Шанхай          |                  |               |
| 1500 метрів (коротка доріжка)             | 4.01,57 (i)   | Лемлем Хайлу                                                   | 19.02.2020                 | Meeting Hauts-de-France Pas-de-Calais   | ф2         | Льєвен          |                  | [ 39 ] [ 40 ] |
| 1500 метрів (коротка доріжка)             | 3.58,43 (i)   | Бірке Гайлом                                                   | 04.02.2024                 | New Balance Indoor Grand Prix           | ф2         | Бостон          |                  | [ 41 ]        |
| 1 миля                                    | 4.17,57       | Зола Пітерсе                                                   | 21.08.1985                 | Weltklasse Zürich                       | ф3         | Цюрих           |                  |               |
| 1 миля                                    | 4.17,13       | Бірке Гайлом                                                   | 15.06.2023                 | Bislett Games                           | ф1         | Осло            | Відео на YouTube | [ 42 ]        |
| 1 миля (коротка доріжка)                  | 4.24,10 (i)   | Калькідан Гезахеньє                                            | 20.02.2010                 | Aviva Indoor Grand Prix                 | ф2         | Бірмінгем       | Відео на YouTube |               |
| 3000 метрів                               | 8.28,83       | Зола Пітерсе                                                   | 07.09.1985                 | Golden Gala                             | ф3         | Рим             |                  |               |
| 3000 метрів                               | 8.25,37 (i)   | Бірке Гайлом                                                   | 13.02.2025                 | Meeting Hauts-de-France Pas-de-Calais   | ф1         | Льєвен          |                  | [ 43 ]        |
| 3000 метрів (коротка доріжка)             | 8.33,56 (i)   | Тірунеш Дібаба                                                 | 20.02.2004                 | Norwich Union Indoor GP                 | ф2         | Бірмінгем       |                  |               |
| 3000 метрів (коротка доріжка)             | 8.32,34 (i)   | Мелькнат Вуду                                                  | 04.02.2024                 | New Balance Indoor Grand Prix           | ф3         | Бостон          |                  | [ 41 ]        |
| 3000 метрів (коротка доріжка)             | 8.25,37 (i)   | Бірке Гайлом                                                   | 13.02.2025                 | Meeting Hauts-de-France Pas-de-Calais   | ф1         | Льєвен          |                  | [ 43 ]        |
| 3000 метрів з перешкодами                 | 8.58,78       | Селліфін Чеспол                                                | 26.05.2017                 | Prefontaine Classic                     | ф1         | Юджин           | Відео на YouTube | [ 44 ]        |
| Біг на довгі дистанції (бігова доріжка)   |               |                                                                |                            |                                         |            |                 |                  |               |
| 5000 метрів                               | 14.21,89      | Медіна Ейса                                                    | 23.07.2023                 | Memorial Van Damme                      | ф2         | Брюссель        |                  | [ 45 ] [ 26 ] |
| 5000 метрів (коротка доріжка)             | 14.53,99 (i)  | Тірунеш Дібаба                                                 | 31.01.2004                 | Boston Indoor Games                     | ф2         | Бостон          |                  |               |
| 10000 метрів                              | 30.26,50      | Лінет Масаї                                                    | 15.08.2008                 | Олімпійські ігри                        | ф3         | Пекін           | Відео на YouTube | [ 46 ]        |
| Бар'єрний біг (бігова доріжка)            |               |                                                                |                            |                                         |            |                 |                  |               |
| 60 метрів з бар'єрами                     | 7,92 (i)      | Акера Нюджент                                                  | 13.03.2021                 | Студентський чемпіонат США              | ф1         | Лаббок          |                  | [ 5 ]         |
| 100 метрів з бар'єрами                    | 12,71         | Бріттані Андерсон                                              | 24.07.2019                 | Motonet Grand Prix                      | ф1         | Йоенсуу         |                  | [ 47 ] [ 48 ] |
| 400 метрів з бар'єрами                    | 53,60         | Сідні Мак-Лафлін                                               | 27.04.2018                 | Чемпіонат США з естафетного бігу        | ф1         | Фаєтвіль        | Відео на YouTube | [ 49 ] [ 50 ] |
| Естафетний біг (бігова доріжка)           |               |                                                                |                            |                                         |            |                 |                  |               |
| 4×100 метрів                              | 42,59         | ЯмайкаСерена Коул Тіна Клейтон Керріка Гілл Тіа Клейтон        | 05.08.2022                 | Чемпіонат світу серед юніорів           | ф1         | Калі            |                  | [ 4 ]         |
| 4×400 метрів                              | 3.27,60       | СШААлександрія Андерсон Ешлі Кідд Стефані Сміт Наташа Гастінгс | 18.07.2004                 | Чемпіонат світу серед юніорів           | ф1         | Гроссето        |                  |               |
| Спортивна ходьба                          |               |                                                                |                            |                                         |            |                 |                  |               |
| 10000 метрів (бігова доріжка)             | 42.47,25      | Анежка Драготова                                               | 23.07.2014                 | Чемпіонат світу серед юніорів           | ф1         | Юджин           | Відео на YouTube | [ 51 ]        |
| 10 кілометрів (шосе)                      | 41.57         | Гао Хунмяо                                                     | 08.09.1993                 | Національні ігри                        | ф2         | Пекін           |                  |               |
| Стрибки                                   |               |                                                                |                            |                                         |            |                 |                  |               |
| Стрибки у висоту                          | 2,04          | Ярослава Магучіх                                               | 30.09.2019                 | Чемпіонат світу                         | ф2         | Доха            |                  |               |
| Стрибки з жердиною                        | 4,71 (i)      | Вілма Мурто                                                    | 31.01.2016                 |                                         | ф1         | Цвайбрюккен     | Відео на YouTube | [ 52 ]        |
| Стрибки в довжину                         | 7,14          | Гайке Дауте                                                    | 04.06.1983                 |                                         | ф1         | Братислава      |                  |               |
| Потрійний стрибок                         | 14,62         | Тереза Маринова                                                | 25.08.1996                 | Чемпіонат світу серед юніорів           | ф1         | Сідней          |                  |               |
| Метання                                   |               |                                                                |                            |                                         |            |                 |                  |               |
| Штовхання ядра                            | 20,54         | Астрід Кумбернусс                                              | 01.07.1989                 |                                         | ф1         | Оріматтіла      |                  |               |
| Метання диска                             | 74,40         | Ільке Вілудда                                                  | 13.09.1988                 |                                         | ф2         | Берлін          |                  |               |
| Метання молота                            | 73,43         | Сілья Косонен                                                  | 28.06.2021                 | Чемпіонат Фінляндії                     | ф1         | Вааса           |                  | [ 53 ]        |
| Метання молота                            | 75,14         | Чжан Цзяле                                                     | 08.06.2025                 | Sparkassen Hammerwurf-Meeting           | ф1         | Френкіш-Крумбах |                  | [ 54 ]        |
| Метання молота                            | 77,24         | Чжан Цзяле                                                     | 02.08.2025                 | Чемпіонат Китаю                         | ф1         | Цюйчжоу         |                  | [ 55 ]        |
| Метання списа                             | 64,41         | Янь Цзиї                                                       | 14.09.2024                 | Чемпіонат КНР                           | ф1         | Цюйчжоу         |                  | [ 8 ]         |
| Метання списа                             | 64,83         | Янь Цзиї                                                       | 28.03.2025                 | Throws Invitation Meeting 1             | ф1         | Ченду           |                  | [ 56 ]        |
| Багатоборства                             |               |                                                                |                            |                                         |            |                 |                  |               |
| П'ятиборство (коротка доріжка)            | 4542 (i)      | Аліна Шух                                                      | 04.02.2017                 | Tallinn Indoor Combined Events          | ф1         | Таллінн         |                  |               |
| Семиборство                               | 6542          | Кароліна Клюфт                                                 | 10.08.2002                 | Чемпіонат Європи                        | ф1         | Мюнхен          |                  | [ 57 ]        |